# Mistrovství světa v rychlobruslení juniorů 2013

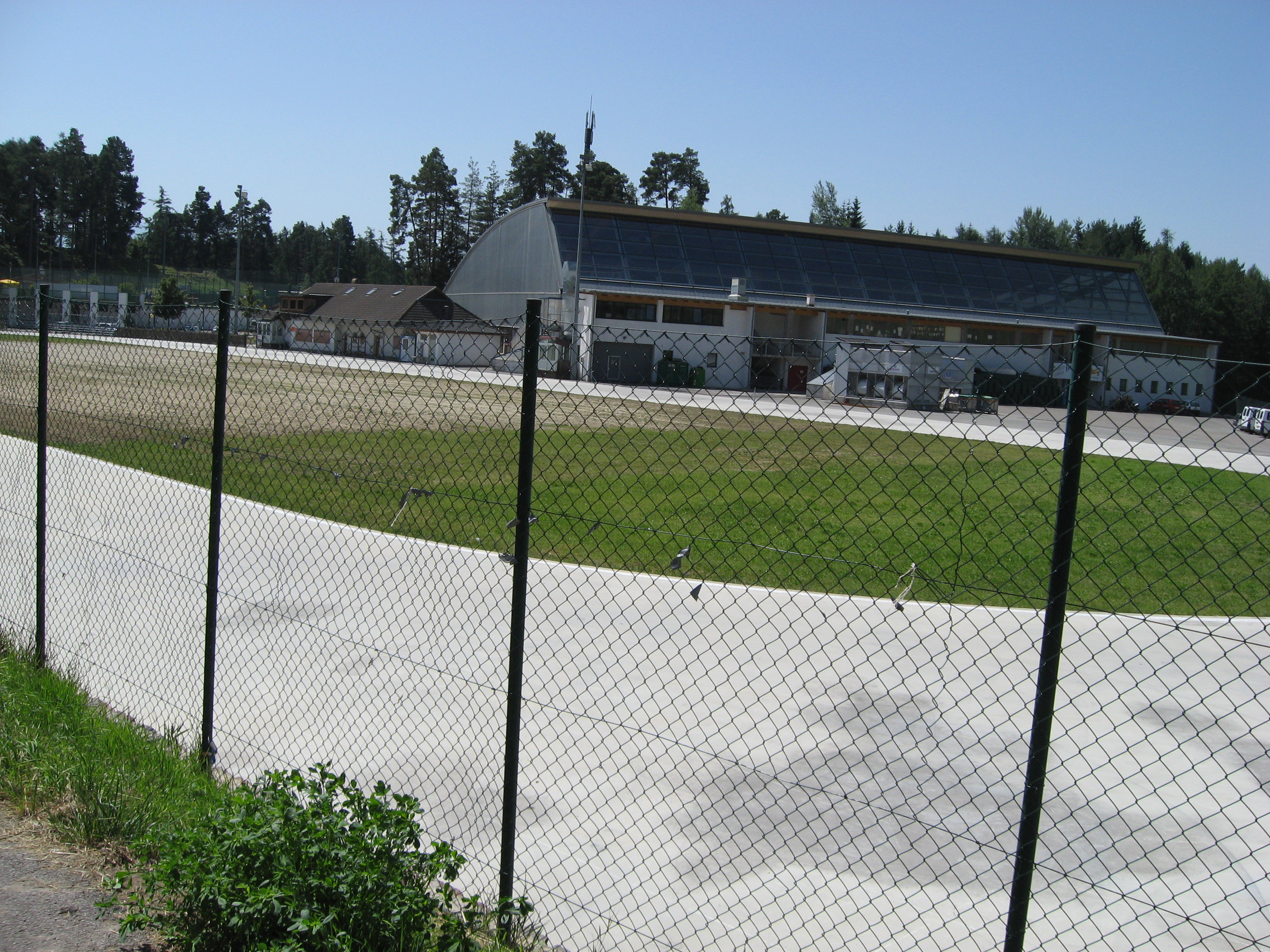
Otevřená rychlobruslařská dráha Arena Ritten v Klobensteinu

Mistrovství světa v rychlobruslení juniorů 2013 se konalo ve dnech 22.–24. února 2013 na otevřené rychlobruslařské dráze Arena Ritten v italské vesnici Klobenstein v obci Ritten. Celkově se jednalo o 42. světový šampionát pro chlapce a 41. pro dívky.
Českou výpravu tvořily Eliška Dřímalová, Natálie Tauchenová a Nikola Zdráhalová.
| Program                                                | Program                                                                | Program                                                        |
| ------------------------------------------------------ | ---------------------------------------------------------------------- | -------------------------------------------------------------- |
| 22. února                                              | 23. února                                                              | 24. února                                                      |
| 500 m dívky 500 m chlapci 1500 m dívky 3000 m chlapci2 | 500 m chlapci1 1000 m dívky 1500 m chlapci 3000 m dívky 5000 m chlapci | 500 m dívky1 1000 m chlapci1 družstva chlapci1 družstva dívky1 |

1 závody, které se nezapočítávají do víceboje
2 závod, který je pouze součástí víceboje

## Chlapci
| Pořadí           | Jméno              | Země        | Čas 1       | Čas 2       | Celkový čas |
| ---------------- | ------------------ | ----------- | ----------- | ----------- | ----------- |
| Zlatá medaile    | Cubasa Hasegawa    | Japonsko    | 35,76 (1.)  | 36,05 (1.)  | 71,810      |
| Stříbrná medaile | Im Čun-hong        | Jižní Korea | 35,89 (2.)  | 36,32 (2.)  | 72,210      |
| Bronzová medaile | Kim Čun-ho         | Jižní Korea | 36,35 (3.)  | 36,57 (4.)  | 72,920      |
| 4.               | Lennart Velema     | Nizozemsko  | 36,48 (4.)  | 36,68 (5.)  | 73,160      |
| 5.               | Kai Verbij         | Nizozemsko  | 36,71 (9.)  | 36,54 (3.)  | 73,250      |
| 6.               | Juto Fudžino       | Japonsko    | 36,58 (6.)  | 36,79 (6.)  | 73,370      |
| 7.               | Konstantin Nikitin | Rusko       | 36,55 (5.)  | 37,07 (9.)  | 73,620      |
| 8.               | Džunja Miwa        | Japonsko    | 36,88 (10.) | 36,87 (7.)  | 73,750      |
| 9.               | Vincent DeHaître   | Kanada      | 36,94 (11.) | 36,91 (8.)  | 73,850      |
| 10.              | Piotr Michalski    | Polsko      | 36,98 (12.) | 37,14 (11.) | 74,120      |

| Pořadí           | Jméno                | Země        | Celkový čas |
| ---------------- | -------------------- | ----------- | ----------- |
| Zlatá medaile    | Im Čun-hong          | Jižní Korea | 1:11,37     |
| Stříbrná medaile | Kai Verbij           | Nizozemsko  | 1:11,67     |
| Bronzová medaile | Lennart Velema       | Nizozemsko  | 1:11,81     |
| 4.               | Džunja Miwa          | Japonsko    | 1:11,86     |
| 5.               | Cubasa Hasegawa      | Japonsko    | 1:12,60     |
| 6.               | Vladimir Pinčukov    | Rusko       | 1:12,70     |
| 7.               | Vincent DeHaître     | Kanada      | 1:12,71     |
| 8.               | Jang Fan             | Čína        | 1:12,73     |
| 9.               | Simen Spieler Nilsen | Norsko      | 1:13,21     |
| 10.              | Juto Fudžino         | Japonsko    | 1:13,25     |

| Pořadí           | Jméno                | Země        | Celkový čas |
| ---------------- | -------------------- | ----------- | ----------- |
| Zlatá medaile    | So Čong-su           | Jižní Korea | 1:50,27     |
| Stříbrná medaile | Džunja Miwa          | Japonsko    | 1:50,65     |
| Bronzová medaile | Simen Spieler Nilsen | Norsko      | 1:51,04     |
| 4.               | Kai Verbij           | Nizozemsko  | 1:51,57     |
| 5.               | Thijs Roozen         | Nizozemsko  | 1:51,63     |
| 6.               | Jang Fan             | Čína        | 1:51,91     |
| 7.               | Liou I-ming          | Čína        | 1:52,12     |
| 8.               | Šóta Nakamura        | Japonsko    | 1:52,21     |
| 9.               | Andrea Giovannini    | Itálie      | 1:52,54     |
| 10.              | Vincent DeHaître     | Kanada      | 1:52,85     |

| Pořadí           | Jméno                | Země        | Celkový čas |
| ---------------- | -------------------- | ----------- | ----------- |
| Zlatá medaile    | Emery Lehman         | USA         | 6:38,76     |
| Stříbrná medaile | Andrea Giovannini    | Itálie      | 6:43,50     |
| Bronzová medaile | Simen Spieler Nilsen | Norsko      | 6:45,16     |
| 4.               | So Čong-su           | Jižní Korea | 6:46,25     |
| 5.               | Jang Fan             | Čína        | 6:48,33     |
| 6.               | Viktor Hald Thorup   | Dánsko      | 6:51,60     |
| 7.               | Gerben Jorritsma     | Nizozemsko  | 6:51,69     |
| 8.               | Nils van der Poel    | Švédsko     | 6:52,50     |
| 9.               | Edwin Park           | USA         | 6:53,10     |
| 10.              | Džunja Miwa          | Japonsko    | 6:53,20     |

### Stíhací závod družstev
Závodu se zúčastnilo 14 týmů. První čtyři týmy z kvalifikace postoupily do dvou finálových jízd.
| Pořadí           | Jméno                                                                                   | Čas v kvalifikaci | Finále   | Čas ve finále |
| ---------------- | --------------------------------------------------------------------------------------- | ----------------- | -------- | ------------- |
| Zlatá medaile    | Itálie Andrea Giovannini, Andrea Stefani, Nicola Tumolero                               | 4:03,49           | Finále 1 | 3:56,73       |
| Stříbrná medaile | Jižní Korea Kim Jong-čin, So Čong-su, So Han-dže                                        | 3:59,59           | Finále 1 | 3:59,94       |
| Bronzová medaile | Japonsko Džunja Miwa, Šóta Nakamura, Masahito Obajaši                                   | 4:07,78           | Finále 2 | 4:01,95       |
| 4.               | Norsko Anders B. Furnée*, Magnus Kristensen, Simen Spieler Nilsen, Johann Jørgen Sæves* | 4:05,39           | Finále 2 | 4:08,32       |

* Sæves startoval v kvalifikaci, ve finále jej nahradil Furnée

### Víceboj
Závodu se zúčastnilo 32 závodníků.
| Pořadí           | Jméno                | Země        | 500 m       | 3000 m        | 1500 m        | 5000 m        | Počet bodů |
| ---------------- | -------------------- | ----------- | ----------- | ------------- | ------------- | ------------- | ---------- |
| Zlatá medaile    | So Čong-su           | Jižní Korea | 37,64 (11.) | 3:52,87 (2.)  | 1:50,27 (1.)  | 6:46,25 (4.)  | 153,832    |
| Stříbrná medaile | Simen Spieler Nilsen | Norsko      | 37,16 (6.)  | 3:55,11 (4.)  | 1:51,04 (2.)  | 6:45,16 (3.)  | 153,874    |
| Bronzová medaile | Andrea Giovannini    | Itálie      | 37,64 (11.) | 3:52,84 (1.)  | 1:52,54 (7.)  | 6:43,50 (2.)  | 154,309    |
| 4.               | Jang Fan             | Čína        | 36,88 (3.)  | 3:58,51 (8.)  | 1:51,91 (4.)  | 6:48,33 (5.)  | 154,767    |
| 5.               | Gerben Jorritsma     | Nizozemsko  | 36,80 (2.)  | 3:57,61 (6.)  | 1:52,90 (9.)  | 6:51,69 (6.)  | 155,203    |
| 6.               | Šóta Nakamura        | Japonsko    | 36,78 (1.)  | 3:59,13 (9.)  | 1:52,21 (6.)  | 6:57,13 (11.) | 155,751    |
| 7.               | Emery Lehman         | USA         | 39,28 (25.) | 3:53,94 (3.)  | 1:53,60 (11.) | 6:38,76 (1.)  | 156,012    |
| 8.               | Thijs Roozen         | Nizozemsko  | 37,48 (9.)  | 3:57,25 (5.)  | 1:51,63 (3.)  | 6:57,86 (10.) | 156,017    |
| 9.               | Liou I-ming          | Čína        | 37,58 (10.) | 4:02,64 (19.) | 1:52,12 (5.)  | 7:01,75 (16.) | 157,568    |
| 10.              | Paul-Yme Brunsmann   | Nizozemsko  | 37,70 (13.) | 4:00,65 (11.) | 1:53,94 (12.) | 6:59,56 (14.) | 157,744    |

## Dívky
| Pořadí           | Jméno                 | Země        | Čas 1       | Čas 2       | Celkový čas |
| ---------------- | --------------------- | ----------- | ----------- | ----------- | ----------- |
| Zlatá medaile    | Kim Hjon-jong         | Jižní Korea | 39,89 (1.)  | 39,75 (1.)  | 79,640      |
| Stříbrná medaile | Vanessa Bittnerová    | Rakousko    | 40,15 (2.)  | 39,95 (2.)  | 80,100      |
| Bronzová medaile | Kako Jamaneová        | Japonsko    | 40,57 (4.)  | 40,25 (3.)  | 80,820      |
| 4.               | Š' Siao-süan          | Čína        | 40,40 (3.)  | 40,81 (6.)  | 81,210      |
| 5.               | Kaitlyn McGregorová   | Švýcarsko   | 40,57 (4.)  | 41,02 (11.) | 81,590      |
| 6.               | Jelizaveta Kazelinová | Rusko       | 40,89 (6.)  | 40,88 (9.)  | 81,770      |
| 7.               | Sarah Warrenová       | USA         | 40,91 (7.)  | 41,05 (12.) | 81,960      |
| 8.               | Doreen Lambová        | Německo     | 40,96 (8.)  | 41,07 (13.) | 82,030      |
| 9.               | Tchang Wen            | Čína        | 41,25 (9.)  | 40,80 (4.)  | 82,050      |
| 10.              | Kwak He-ri            | Jižní Korea | 41,31 (10.) | 40,85 (7.)  | 82,160      |

| Pořadí           | Jméno                 | Země        | Celkový čas |
| ---------------- | --------------------- | ----------- | ----------- |
| Zlatá medaile    | Vanessa Bittnerová    | Rakousko    | 1:18,72     |
| Stříbrná medaile | Miho Takagiová        | Japonsko    | 1:19,03     |
| Bronzová medaile | Antoinette de Jongová | Nizozemsko  | 1:19,23     |
| 4.               | Kim Hjon-jong         | Jižní Korea | 1:19,52     |
| 5.               | Kaitlyn McGregorová   | Švýcarsko   | 1:20,13     |
| 6.               | Saori Toiová          | Japonsko    | 1:20,61     |
| 7.               | Leeyen Harteveldová   | Nizozemsko  | 1:20,92     |
| 8.               | Reina Anemaová        | Nizozemsko  | 1:21,43     |
| 9.               | Pak Čo-won            | Jižní Korea | 1:21,47     |
| 10.              | Kate Hanlyová         | Kanada      | 1:21,72     |
|                  |                       |             |             |
| 38.              | Nikola Zdráhalová     | Česko       | 1:25,54     |
| 42.              | Natálie Tauchenová    | Česko       | 1:26,89     |

| Pořadí           | Jméno                    | Země        | Celkový čas |
| ---------------- | ------------------------ | ----------- | ----------- |
| Zlatá medaile    | Miho Takagiová           | Japonsko    | 2:01,56     |
| Stříbrná medaile | Kaitlyn McGregorová      | Švýcarsko   | 2:02,06     |
| Bronzová medaile | Antoinette de Jongová    | Nizozemsko  | 2:02,80     |
| 4.               | Pak Čo-won               | Jižní Korea | 2:03,97     |
| 5.               | Ajano Satóová            | Japonsko    | 2:05,13     |
| 6.               | Vanessa Bittnerová       | Rakousko    | 2:05,36     |
| 7.               | Reina Anemaová           | Nizozemsko  | 2:05,64     |
| 8.               | Nam Či-un                | Jižní Korea | 2:06,20     |
| 9.               | Jade van der Molenová    | Nizozemsko  | 2:06,56     |
| 10.              | Alexandra Ščelkonogovová | Rusko       | 2:07,38     |
|                  |                          |             |             |
| 25.              | Natálie Tauchenová       | Česko       | 2:12,15     |
| 37.              | Nikola Zdráhalová        | Česko       | DSQ         |

| Pořadí           | Jméno                   | Země        | Celkový čas |
| ---------------- | ----------------------- | ----------- | ----------- |
| Zlatá medaile    | Antoinette de Jongová   | Nizozemsko  | 4:19,56     |
| Stříbrná medaile | Miho Takagiová          | Japonsko    | 4:20,30     |
| Bronzová medaile | Kaitlyn McGregorová     | Švýcarsko   | 4:20,81     |
| 4.               | Jade van der Molenová   | Nizozemsko  | 4:21,34     |
| 5.               | Pak Čo-won              | Jižní Korea | 4:25,96     |
| 6.               | Jelizaveta Kazelinová   | Rusko       | 4:26,31     |
| 7.               | Reina Anemaová          | Nizozemsko  | 4:29,28     |
| 8.               | Vanessa Bittnerová      | Rakousko    | 4:30,42     |
| 9.               | Nam Či-un               | Jižní Korea | 4:32,92     |
| 10.              | Aleksandra Kapruziaková | Polsko      | 4:34,38     |
|                  |                         |             |             |
| 20.              | Natálie Tauchenová      | Česko       | 4:43,52     |
| 27.              | Nikola Zdráhalová       | Česko       | 4:53,79     |
| 28.              | Eliška Dřímalová        | Česko       | 4:55,24     |

### Stíhací závod družstev
Závodu se zúčastnilo 13 týmů. První čtyři týmy z kvalifikace postoupily do dvou finálových jízd.
| Pořadí           | Jméno                                                                   | Čas v kvalifikaci | Finále   | Čas ve finále |
| ---------------- | ----------------------------------------------------------------------- | ----------------- | -------- | ------------- |
| Zlatá medaile    | Japonsko Ajano Satóová, Miho Takagiová, Saori Toiová                    | 3:14,66           | Finále 1 | 3:12,97       |
| Stříbrná medaile | Jižní Korea Ho Jun-hi, Nam Či-un, Pak Čo-won                            | 3:15,98           | Finále 1 | 3:16,12       |
| Bronzová medaile | Nizozemsko Reina Anemaová, Antoinette de Jongová, Jade van der Molenová | 3:17,11           | Finále 2 | 3:14,22       |
| 4.               | Rusko Alexandra Kačurkinová, Jelizaveta Kazelinová, Marina Salnikovová  | 3:18,76           | Finále 2 | 3:21,14       |
|                  |                                                                         |                   |          |               |
| 11.              | Česko Eliška Dřímalová, Natálie Tauchenová, Nikola Zdráhalová           | 3:34,03           | —        | —             |

### Víceboj
Závodu se zúčastnilo 26 závodnic.
| Pořadí           | Jméno                 | Země        | 500 m       | 3000 m        | 1500 m        | 5000 m        | Počet bodů |
| ---------------- | --------------------- | ----------- | ----------- | ------------- | ------------- | ------------- | ---------- |
| Zlatá medaile    | Miho Takagiová        | Japonsko    | 39,88 (1.)  | 2:01,56 (1.)  | 1:19,03 (2.)  | 4:20,30 (2.)  | 163,298    |
| Stříbrná medaile | Antoinette de Jongová | Nizozemsko  | 40,75 (4.)  | 2:02,80 (3.)  | 1:19,23 (3.)  | 4:19,56 (1.)  | 164,558    |
| Bronzová medaile | Kaitlyn McGregorová   | Švýcarsko   | 40,57 (3.)  | 2:02,06 (2.)  | 1:20,13 (4.)  | 4:20,81 (3.)  | 164,789    |
| 4.               | Vanessa Bittnerová    | Rakousko    | 40,15 (2.)  | 2:05,36 (6.)  | 1:18,72 (1.)  | 4:30,42 (7.)  | 166,366    |
| 5.               | Pak Čo-won            | Jižní Korea | 42,58 (20.) | 2:03,97 (4.)  | 1:21,47 (7.)  | 4:25,96 (5.)  | 168,964    |
| 6.               | Jade van der Molenová | Nizozemsko  | 42,35 (15.) | 2:06,56 (9.)  | 1:22,02 (9.)  | 4:21,34 (4.)  | 169,102    |
| 7.               | Reina Anemaová        | Nizozemsko  | 42,16 (14.) | 2:05,64 (7.)  | 1:21,43 (6.)  | 4:29,28 (6.)  | 169,635    |
| 8.               | Nam Či-un             | Jižní Korea | 41,83 (10.) | 2:06,20 (8.)  | 1:21,90 (8.)  | 4:32,92 (8.)  | 170,332    |
| 9.               | Ajano Satóová         | Japonsko    | 41,45 (6.)  | 2:05,13 (5.)  | 1:22,17 (10.) | 4:36,62 (14.) | 170,348    |
| 10.              | Chan Mej              | Čína        | 41,82 (9.)  | 2:09,16 (12.) | 1:23,87 (15.) | 4:35,73 (10.) | 172,763    |